# Fiat 421
Il Fiat 421 è un autobus italiano prodotto dal 1973 al 1983.

## Progetto
All'inizio degli anni '70 la gamma degli autobus urbani offerta dalla Fiat era ancora composta da veicoli progettati all'inizio del decennio precedente, che in gran parte adottavano soluzioni tecniche ormai obsolete e offrivano una scarsa capienza. In quel periodo la Fiat avviò la produzione di due nuovi modelli: il 418, autobus di media capienza, con una grande flessibilità di utilizzo, e il 421, progettato espressamente per le linee a forte carico delle grandi città.

## Tecnica
Come già accennato, il Fiat 421 viene progettato espressamente per il servizio nelle metropoli, adottando soluzioni tecniche d'avanguardia. La propulsione è affidata al motore Fiat 8210.12 da 13.798 cm³ erogante ben 220 cavalli e posizionato anteriormente, sotto la cabina di guida. La trasmissione è automatica, con il cambio OM DRS 09 montato anche sul 418.
Sottodimensionato rispetto alla potenza del motore e alla stazza del mezzo (imponente per l'epoca) era l'impianto frenante, come anche forte era la tendenza alla perdita di aderenza dovuta ad una poco equilibrata ripartizione dei pesi. Un altro aspetto negativo del mezzo era il consumo di carburante, molto elevato rispetto alla maggior parte degli autobus dell'epoca.

## Versioni
Il Fiat 421 è stato prodotto in due sole versioni, ciascuna con diverse varianti e particolarità, anche specifiche per ogni fornitura. Le vetture con carrozzeria originale erano costruite nello storico stabilimento di Cameri (NO), tuttavia veniva anche venduto come telaio da allestire. Vennero così prodotti esemplari di 421 anche dalla Pistoiesi (disegnato da Giovanni Klaus Koenig), SEAC-Viberti e Menarini, ciascuno con differenze più o meno evidenti e spesso influenzate dalle richieste delle singole aziende.
Ecco le caratteristiche delle singole versioni:

### Fiat 421A
- Lunghezza: 10,9 metri
- Porte: 3 a libro
- Allestimento: Urbano
- Carrozzeria: Fiat-Cameri, Pistoiesi, Menarini

### Fiat 421AL
- Lunghezza: 11,9 metri
- Porte: 3 o 4 a libro
- Allestimento: Urbano
- Carrozzeria: Fiat-Cameri, SEAC, Menarini, Viberti

Una versione particolare del 421 venne realizzata appositamente per l'ATAC di Roma: alla carrozzeria bolognese venne infatti commissionato un lotto di 100 vetture, che vennero però modificate in sede di progetto per rispondere al capitolato dell'azienda romana. Questi mezzi presentavano dunque la morbida linea tipica del 421 Menarini, abbinata al frontale austero e spigoloso del modello originale.

## Diffusione
Il Fiat 421 prestò servizio in un numero limitato di città, sebbene prodotto in un grande numero di esemplari. Ciò era dovuto alla specificità del progetto, essendo realizzato appositamente per le flotte delle grandi città. Il 421 ha così circolato solo a Roma (ATAC), Milano (ATM), Torino (ATM), Genova (AMT), Bologna (ATC) e Palermo (AMAT).
Alcune vetture dismesse dalle aziende sono state cedute ad aziende minori (tra cui CAT Tivoli, AMT Catania, Onorati Aprilia), mentre svariate vetture sono state inviate a Cuba o in paesi in via di sviluppo come aiuti umanitari.
Un ruolo speciale venne rivestito dalla vettura n.4030 di ATC Bologna, un 421A Menarini: fu infatti adibito al trasporto delle salme delle vittime dell'attentato alla stazione di Bologna Centrale nel 1980; il mezzo era nel piazzale della stazione, in servizio sulla linea 37, al momento dello scoppio della bomba.
| Città   | Rete | Numerazione | Telaio | Carrozzeria   | Anno consegna | Lunghezza (in m) | Larghezza (in m) | Note | Fonte |
| ------- | ---- | ----------- | ------ | ------------- | ------------- | ---------------- | ---------------- | ---- | ----- |
| Bologna | ATC  | 4001–4070   | A      | Menarini      | 1973-1974     | 10,9             | 2,5              |      |       |
| Bologna | ATC  | 4071–4192   | AL     | Menarini      | 1973-1978     | 11,9             | 2,5              |      |       |
| Genova  | AMT  | 8001–8100   | AL     | Cameri        | 1975-1976     | 11,9             | 2,5              |      | [ 2 ] |
| Milano  | ATM  | 3400–3839   | A      | BCF-Pistoiesi | 1974-1978     | 10,9             | 2,5              |      |       |
| Palermo | AMAT | 790–795     | AL     | Cameri        | 1975          | 11,9             | 2,5              |      |       |
| Roma    | ATAC | 5000–5219   | A      | Cameri        | 1973-1975     | 10,9             | 2,5              |      |       |
| Roma    | ATAC | 5220–5319   | A      | Menarini      | 1974-1975     | 10,9             | 2,5              |      |       |
| Roma    | ATAC | 6000–6119   | AL     | Cameri        | 1974          | 11,9             | 2,5              |      |       |
| Torino  | ATM  | 2300–2499   | AL     | Seac/Viberti  | 1973-1976     | 11,9             | 2,5              |      |       |
| Torino  | ATM  | 4000–4403   | AL     | Cameri        | 1975-1982     | 11,9             | 2,5              |      |       |
| Torino  | ATM  | 4700–4896   | AL     | Seac/Viberti  | 1979-1983     | 11,9             | 2,5              |      |       |